# Serafín Castellano Gómez
Serafín Castellano Gómez (Benissanó, el Camp de Túria, 2 d'agost de 1964) és un advocat i polític valencià, militant del Partit Popular (PP).
Castellano ha sigut conseller de la Generalitat Valenciana als distints governs del PP des de 1999 fins a 2014, així com Síndic del Grup Popular a les Corts Valencianes (2003-2007) o Secretari General del partit (2012-2014). També va ser Delegat del Govern al País Valencià entre juny de 2014 i maig de 2015, quan fou destituït fulminantment arran de la seua detenció com presunt implicat en un cas de corrupció.
En 2024 va ser condemnat a dos anys i set mesos de presó per l'adjudicació irregular dels contractes d'extinció d'incendis en l'anterior etapa del PP en la Generalitat Valenciana. La Fiscalia Anticorrupció demanava per a Castellano 21 anys de reclusió, però el polític va evitar l'ingrés en presó després d'una substancial rebaixa de pena a canvi de reconéixer que va lucrar-se amb la trama.

## Biografia
Llicenciat en Dret per la Universitat de València, s'afilià al PP el 1988 i va ser batle municipal de Benissanó de 1991 a 1999, així com vicepresident provincial de Nuevas Generaciones i president de la Federació Valenciana de Municipis i Províncies. Ha estat elegit diputat per la província de València a les eleccions a les Corts Valencianes de 1991, 1995, 1999, 2003, 2007 i 2011.
Des que deixà l'alcaldia el 1999, Castellano sempre ha dirigit alguna conselleria del govern valencià excepte l'etapa en què fou el síndic-portaveu del Grup Parlamentari Popular a les Corts Valencianes (2003-2007), en la qual negocià l'aprovació de la reforma de l'Estatut d'autonomia de la Comunitat Valenciana portada a terme l'any 2006. Junt amb el també portaveu popular Rafael Maluenda, el síndic socialista Joan Ignasi Pla i el també socialista Antoni Such, són considerats artífexs de l'acord.
Als successius governs del PP a la Generalitat Valenciana encapçalà les conselleries de Justícia i Administracions Públiques (1999-2000), Sanitat (2000-2003) i Governació (2007-2014) des de la qual impulsà el desenvolupament estatutari que ell mateix havia impulsat anteriorment com a síndic popular. Castellano es va mantindre en els governs del PP tot i els canvis de presidents, des d'Eduardo Zaplana fins a Alberto Fabra, passant per José Luis Olivas i Francisco Camps.
El president Fabra afegí les competències de Justícia a la seua Conselleria de Governació a la darrera remodelació del seu Consell al desembre de 2012, substituint l'anterior conseller de Justícia i Benestar Social, Jorge Cabré.
Al Congrés Regional del PP celebrat el maig de 2012, el president Fabra el nomenà secretari general del PPCV compaginant així les tasques de partit amb les de govern. Les difícils relacions de Castellano amb els responsables provincials del partit, sobretot amb el president de la direcció provincial de València Alfonso Rus, marcaren el seu mandat al capdavant del PP. Els negatius resultats a les eleccions europees de maig del 2014 forçaren el canvi a la secretaria general del partit i fou substituït per la consellera Isabel Bonig.
El 2011, després de la victòria electoral del PP en les eleccions valencianes de maig en què Unió Valenciana anuncià que no es presentava i a la vegada demanava el vot per al president Camps, Castellano nomenà el president d'este partit Jose Manuel Miralles director general de Coordinació del Desenvolupament Estatutari i Consultes Electorals dins l'organigrama de la Conselleria de Governació. La conselleria assumí un any abans, el 2010, les competències en matèria de promoció dels bous al carrer, la pilota valenciana i les bandes de música, tradicions considerades genuïnament valencianes. Amb la sortida de Castellano el 2014 de la conselleria, les competències en pilota valenciana i bandes foren retornades a la Conselleria d'Educació, Cultura i Esport, tanmateix Miralles fou destituït del seu càrrec. No obstant això, Castellano el repescà com a persona de confiança en la nova responsabilitat com a delegat del govern.

## Anticatalanisme
Serafín Castellano s'ha mostrat un detractor de la unitat de la llengua valenciana i catalana, fent d'aquests postulats els seus arguments polítics. Un dels episodis més polèmics fou quan Castellano desacredità l'Acadèmia Valenciana de la Llengua arran de l'aprovació del Diccionari normatiu valencià afirmant que «l'Acadèmia Valenciana de la Llengua perd la seua raó de ser i s'enfronta al sentiment de la majoria del poble valencià».

## Corrupció
El 29 de maig de 2015 fou detingut per la Policia Nacional en el marc d'una operació de la Fiscalia Anticorrupció que investiga suposades irregularitats en adjudicacions de contractes públics durant la seua etapa com a conseller de Governació. Com a conseqüència, fou destituït del càrrec de delegat del govern pel president del govern espanyol, Mariano Rajoy. Després de prestar declaració als jutjats de Sagunt, la jutjessa el va deixar en llibertat amb càrrecs, li va retirar el passaport, i li va prohibir sortir del país.
Presumptament utilitzà Avialsa T35 per a evadir dos milions d'euros a Luxemburg mitjançant un soci. El 29 de juliol de 2022, la Fiscalia Anticorrupció sol·licità una pena de 21 anys de presó pels delictes de falsedat en document públic, suborn continuat, prevaricació, malversació de cabals públics i associació il·lícita, tots ells vinculats al «càrtel del foc», la trama de contractes relacionats amb el material d'extinció d'incendis. Així mateix, en l'escrit remès al jutjat central d'instrucció número 6 de Madrid hi contra fins a 17 acusats, entre ells l'empresari Vicente Huerta, a qui se li reclama 33 anys de presó per mantenir «una intensa i corrupta» relació amb Castellano.